# Rotterdamsche Droogdok Maatschappij
La Rotterdamsche Droogdok Maatschappij (RDM) era una società di costruzione e riparazione con sede a Rotterdam nei Paesi Bassi, e operativa dal 1902 al 1996.

## Storia
La RDM venne fondata il 23 gennaio 1902 nel quartiere di Heijplaat, situato sulle rive del fiume Mosa. La nuova società aveva origine da una azienda fondata a Delfshaven nel 1856 da Duncan Christie.
Il 14 gennaio 1925 fu istituito, come società controllata, un impianto di costruzione navale sulla sponda settentrionale del Nieuwe Maas, nel quartiere Schiedam di Rotterdam, il quale ha continuato a funzionare come istituzione indipendente fino al 1978.
Nel 1938, la RDM acquistò con la Wilton-Fijenoord, tutte le azioni della P. Smit Jr., alla quale fu concesso di mantenere il nome originale.
Il 4 marzo 1966, la fusione con la NV Koninklijke Maatschappij De Schelde e la Motorenfabriek Thomassen ha portato alla creazione della Rijn-en Schelde Machinefabrieken Scheepswerven (RSMS), e una successiva fusione il 1º gennaio 1971 con la Verolme Verenigde Scheepswerven (VVS) ha portato alla creazione della compagnia Rijn-Schelde-Verolme Machinefabrieken en Scheepswerven (RSV).
Il 6 aprile 1983 fu riconosciuto il fallimento sia della RSV che della RDM. Le attività offshore furono chiuse e il reparto riparazioni trasferito alla Wilton-Fijenoord. Dei 3.180 dipendenti, 1.370 vennero licenziati. Le divisioni in attivo, la cantieristica navale, e la produzione di macchinari pesanti, furono riclassificate in una nuova azienda: la RDM Nederland BV, di proprietà del governo olandese.
La divisione dedicata alle costruzioni navali ottenne grande impulso grazie agli ordini per la costruzione dei sottomarini di classe Walrus per la Koninklijke Marine dei Paesi Bassi, mentre non si concretizzò, in parte per motivi politici, la produzione di una consistente commessa di sottomarini per Taiwan. Con il calo degli ordinativi nel settore delle costruzioni navali, la società orientò sempre più le proprie produzioni nello sviluppo di sistemi ad alta tecnologia sia per il settore militare che per il settore dell'energia. Il nome della società fu nuovamente cambiato, questa volta in RDM Technology.
Il 20 dicembre 1991, la RDM Technology venne venduta dal governo alla Begemann Royal Group di Joep van den Nieuwenhuyzen, e rinominata RDM Technology Holding BV. A causa della mancanza di ordini, durante le riorganizzazioni del 1993 e del 1994, la forza lavoro fu ridotta nuovamente, da quasi 1.200 a meno di 500 lavoratori, mentre i servizi vennero suddivisi tra RDM Technology BV e RDM Submarines BV.
Nel 1996, queste aziende furono acquisite da Joep van den Nieuwenhuyzen e utilizzate per diverse attività e operazioni finanziarie nel settore delle armi, ma senza alcun rapporto con le originali attività cantieristiche. Lo stesso cantiere fu acquistato dalla città di Rotterdam.

## Produzione
L'attività principale della RDM è sempre stata la riparazione navale nel suo impianto di bacino di carenaggio, anche se ha partecipato, nel corso degli anni, alla costruzione di diverse navi. La società, verso la metà degli anni settanta, è diventata anche una forte concorrente nella costruzione di attrezzature per la perforazione in mare aperto.

### Navi costruite
- classe De Zeven Provinciën incrociatore:
  - HNLMS De Zeven Provinciën,
- classe Walrus sottomarini
- Navi passeggeri
  - Nieuw Amsterdam,
  - Rotterdam,